# Trowulan
Trowulan è un paese del distretto di Mojokerto nella provincia indonesiana della Giava Orientale.
È circondata da un sito archeologico che copre approssimativamente 100 chilometri quadrati. Si pensa sia la capitale dell'impero Majapahit, che è descritto da Mpu Prapanca nel poema Nagarakretagama del XIV secolo e in una fonte cinese del XV secolo.